# Esperança (Arronches)
Esperança es una freguesia portuguesa del concelho de Arronches, con 57,12 km² de superficie y 881 habitantes (2001). Su densidad de población es de 15,4 hab/km².